# Merionoeda unguicularis
Merionoeda unguicularis är en skalbaggsart som beskrevs av Holzschuh 1991. Merionoeda unguicularis ingår i släktet Merionoeda och familjen långhorningar. Inga underarter finns listade i Catalogue of Life.